# 蓉昌高速公路
蓉昌高速公路，简称蓉昌高速，是国家高速公路网东西横线中的一条，属于远期展望线，由四川成都至西藏昌都，线路主要经过以下地区：成都－都江堰－汶川－理县－马尔康－甘孜－德格－江达－昌都。成都至马尔康段已建成通车。

## 路段
成都－马尔康段已通车，剩余路段均处于规划或前期工作阶段。

### 成都－都江堰
成灌高速公路（都江堰市原名灌县）起于成都市绕城高速犀浦立交桥，止于都江堰市二环路，于2000年7月19日建成通车，全长40.439公里。全线六车道，沿线设郫都、石家、安德、崇义、聚源等出口，设计行车速度为120公里/小时，于2000年7月开通。

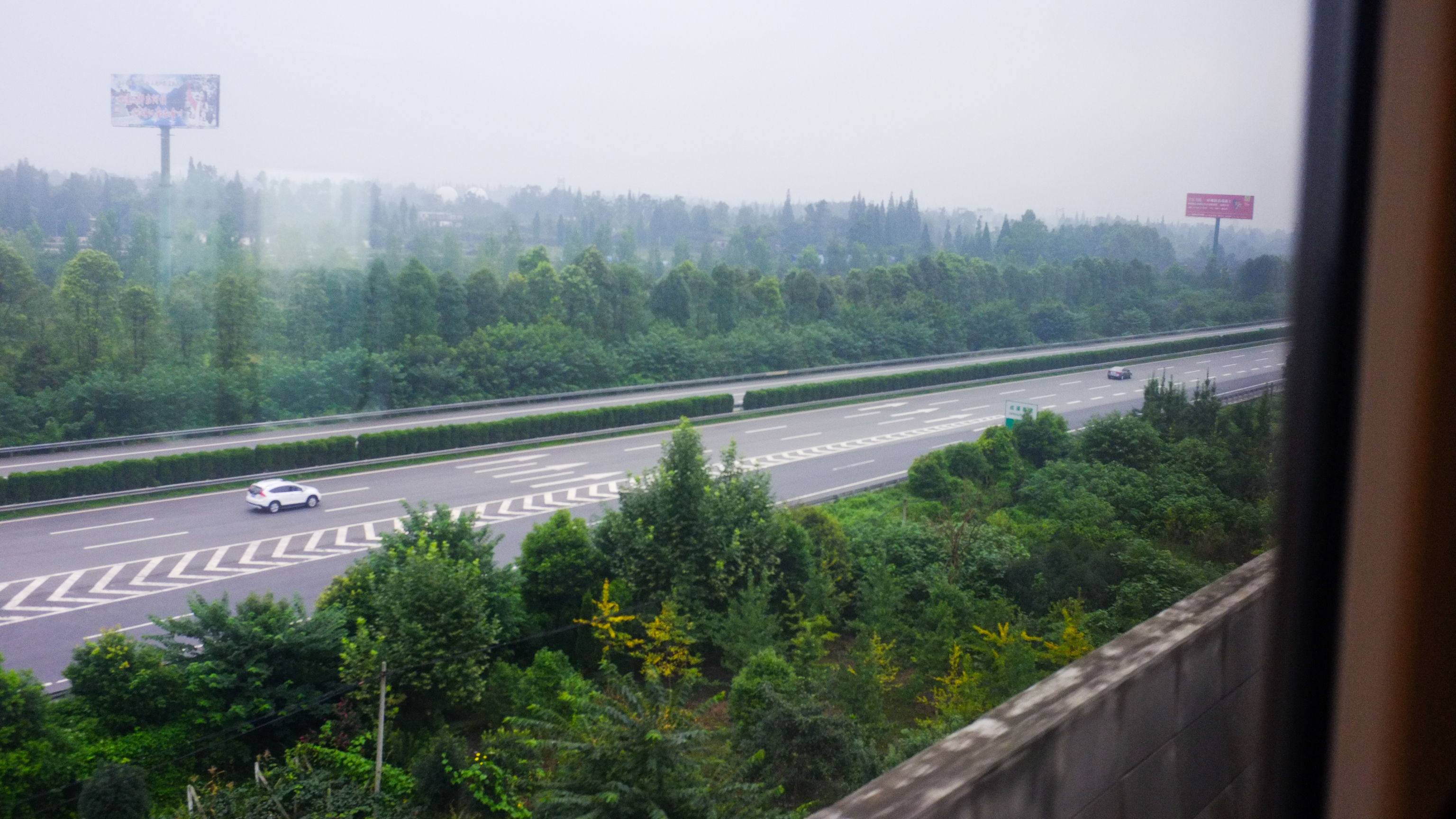
成灌高速公路

### 都江堰－汶川
都汶高速公路于2003年起开工建设，起于都江堰市成灌高速终点都江堰立交，经汶川县映秀镇至汶川县城，全长82公里，都江堰立交－金堂南立交段为双向八车道，其余为双向四车道，设计时速80公里。其中，都江堰－映秀段长26公里，于2009年5月12日通车。映秀－汶川段（又称映汶高速公路）长52公里，起于龙溪隧道出口，经银杏、桃关、草坡、绵虒、玉龙，止于汶川县城南凤坪坝，于绵虒设有服务区，2009年5月10日正式开工建设，2012年11月29日正式通车。

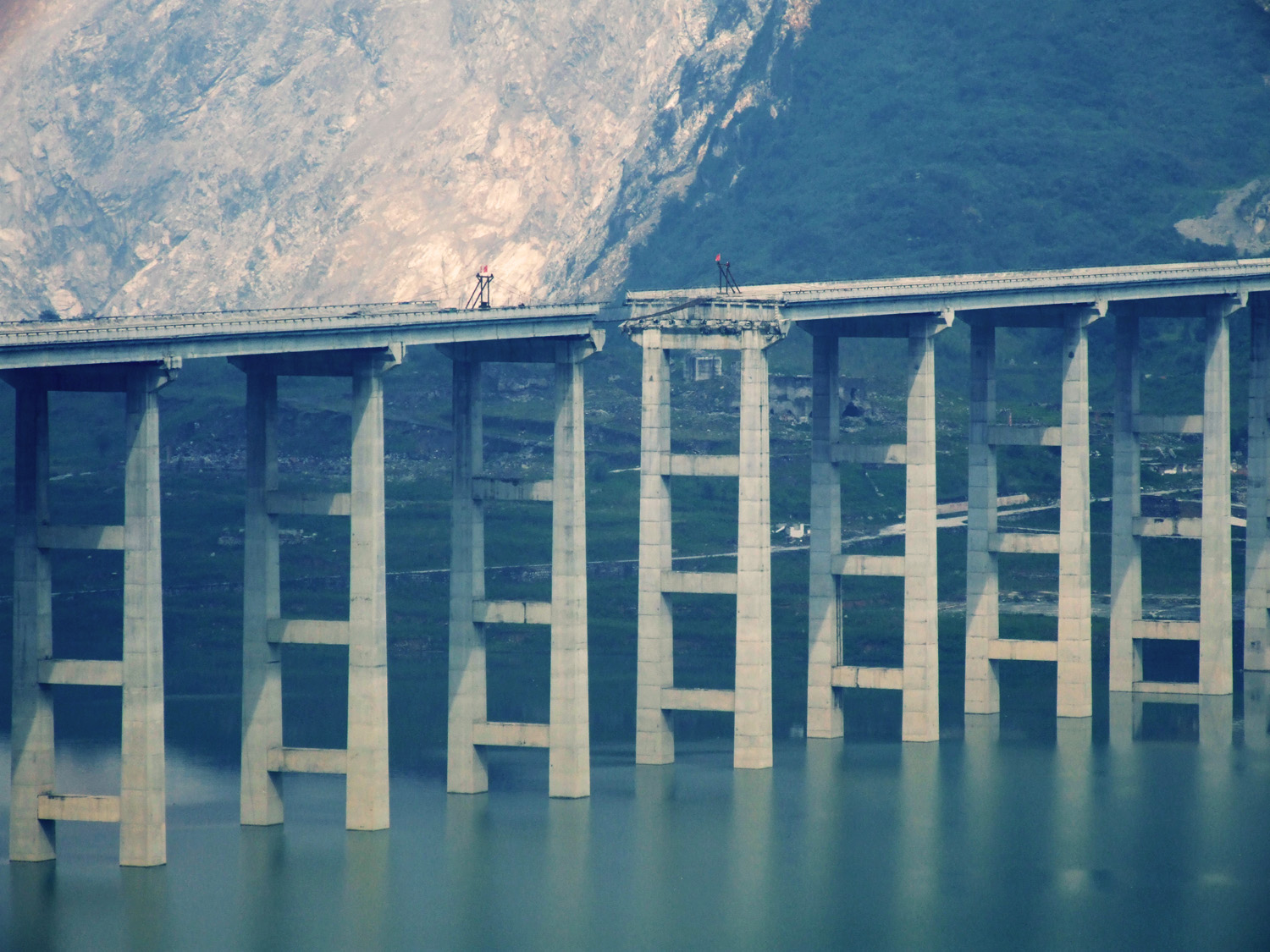
都汶高速公路重点工程之一的庙子坪大桥在2008年的汶川大地震中一度受损，图片显示了其一段桥梁在地震中已经坠入水中。

#### 历史
- 2003年：本路都江堰－映秀段开始建设。
- 2005年12月22日14时：本路正在建设的董家山隧道发生瓦斯爆炸事故，造成44人死亡、11人受伤。事后有6名相关责任人被判刑。[4][5][6][7]
- 2008年5月12日：本路的庙子坪特大桥、新房子大桥、紫坪铺隧道和龙溪隧道等重点工程在汶川大地震中受损严重，其中离震心仅七公里的庙子坪特大桥甚至有桥梁被震入岷江中。[8]
- 2008年11月12日：庙子坪特大桥修复完成。[9]
- 2009年5月10日：作为汶川大地震灾后重建工程之一，本路的映秀－汶川段开工建设。
- 2009年5月12日：本路的都江堰－映秀段通车，结束了汶川县不通高速公路的历史。
- 2012年11月29日：全线正式通车，其中映秀银杏至汶川路段暂不收费。[3]
- 2013年7月8日至9日：汶川县遭到强降雨袭击，本路桃关隧道至福堂隧道的大桥边坡垮塌，但未影响车辆通行。[10]
- 2013年7月起至2014年1月15日中午12:00整：都汶高速因封闭施工，需实施交通管制，车辆实行单向通行，每日凌晨06:00至12:00允许都江堰至汶川方向车辆通行，每日13:00至20:00允许汶川至都江堰方向车辆通行。每日20:00至次日凌晨06:00期间，车辆不予通行。[11]
- 2014年1月15日中午12:00整：都汶高速恢复双向通行，其中映秀－汶川段初期增设平交道口并开放非机动车与摩托车通行。[12]
- 2017年6月24日早上6时：茂县叠溪镇新磨村发生高位山体垮塌。本路因救援需要，对石马巷口子、玉堂站和映秀南站上行（往汶川）方向进行临时交通管制，禁止社会车辆进入本路。[13]
- 2018年7月12日：由于稍早几日川渝地区普降暴雨，并造成洪水；本路因为预防洪峰而暂时封闭。[14]

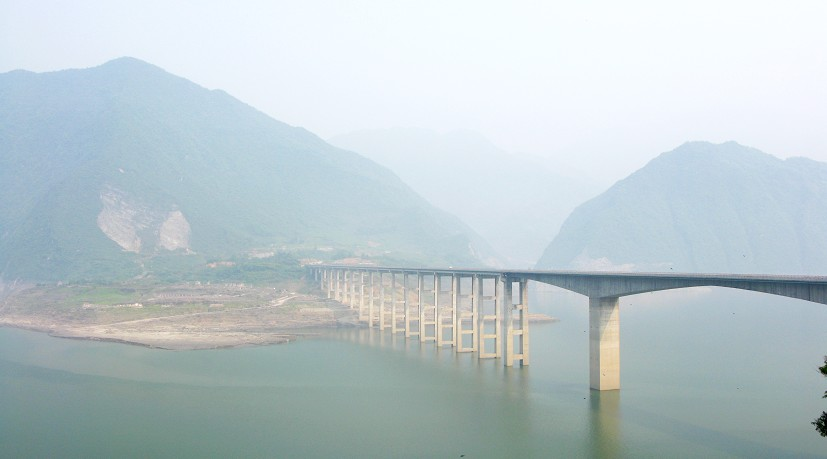
2009年修复后的庙子坪大桥

### 汶川－马尔康
汶马高速公路起于汶川县，接都汶高速公路，止于马尔康市，於2015年7月開工，于2020年12月31日全线通车。全長172千里，全線設置11處互通立交，4個服務區，3處停車區，1處主線收費站。全線為雙向四車道，設計時速80千里/時。
2019年5月17日零点，汶川到马尔康高速公路已建成路段105公里开始试通行，包括汶川至理县桃坪17公里、理县薛城至古尔沟段40公里、理县尽头寨至马尔康段48公里；12月31日零时，新建成的43公里路段开始通车。2020年12月31日，狮子坪隧道通车，标志着该路段全线通车。

### 马尔康－德格（川藏界）
四川境内剩余路段分为阿坝段、甘孜段两路段，目前尚未建设，仍处于前期工作阶段。
阿坝段起于马尔康卓克基，接汶马高速公路，在宗科乡戛木多附近到达阿坝与甘孜州交界处。全长约143.83公里，桥隧比达90.71%，全线设置马尔康东、马尔康西、白湾、观音桥、二嘎里、蒲西、宗科共7处互通式立交。
甘孜段在宗塔乡附近对接阿坝段，途经炉霍县、甘孜县、白玉县格学村，在德格县以南秧达村附近设桥跨越金沙江，从昌都市江达县岗托镇进入西藏，路线全长约290公里，桥隧比约70%。

### 川藏界－昌都
西藏段仍处于规划阶段。

## 互通枢纽与服务设施列表
| 地区                                                                                         | 里程                     | 类型                                       | 名称                     | 连接                         | 说明                                            |
| 成灌高速（成都－都江堰）                                                                     | 成灌高速（成都－都江堰） | 成灌高速（成都－都江堰）                   | 成灌高速（成都－都江堰） | 成灌高速（成都－都江堰）     | 成灌高速（成都－都江堰）                        |
| -------------------------------------------------------------------------------------------- | ------------------------ | ------------------------------------------ | ------------------------ | ---------------------------- | ----------------------------------------------- |
| 成都市 郫都区                                                                                |                          | 枢纽 · 主线出入口                          | 犀浦立交                 | 成都绕城高速                 |                                                 |
| 成都市 郫都区                                                                                |                          | 出入口                                     | 成都高新区               | 科新路                       | 免费路段                                        |
| 成都市 郫都区                                                                                |                          | 停车场 · 加油设施 · 修车站 · 餐厅          | 高新西服务区             | 高新西服务区                 | 仅昌都方向                                      |
| 成都市 郫都区                                                                                | 0/40                     | (20)                                       | 成都收费站               | 成都收费站                   | 成都方向连接西芯大道，昌都方向进入 蓉昌高速主线 |
| 成都市 郫都区                                                                                | 30/12.9                  | (10)                                       | 郫都                     | 蜀新大道                     |                                                 |
| 成都市 郫都区                                                                                | 16.6/23.4                | (765)                                      | 友爱                     | 郫花路                       |                                                 |
| 成都市 郫都区                                                                                | 19.4/20.6                | (761)                                      | 友爱立交                 | 成都第二绕城高速             |                                                 |
| 成都市 郫都区                                                                                | 24/16                    | (761)                                      | 安德                     | 彭温路                       |                                                 |
| 成都市 郫都区                                                                                |                          | 停车场 · 加油设施 · 修车站 · 餐厅          | 安德服务区               | 安德服务区                   |                                                 |
| 成都市 都江堰市                                                                              |                          | 出入口                                     |                          | 213国道                      |                                                 |
| 成都市 都江堰市                                                                              | 34/6                     | (761)                                      | 崇义                     | 彭青路                       |                                                 |
| 成都市 都江堰市                                                                              | 38/2                     | (761)                                      | 聚源                     | 羊石街                       |                                                 |
| 都汶高速（都江堰－汶川）                                                                     |                          |                                            |                          |                              |                                                 |
| 成都市 都江堰市                                                                              | 40                       | 枢纽 · 出入口                              | 都江堰                   | 成都都市圈环线 迎宾路        | 与 成都都市圈环线共线段起点                     |
| 成都市 都江堰市                                                                              |                          | 枢纽 · 出入口                              | 玉堂南                   | 成都都市圈环线 玉沿路        | 与 成都都市圈环线共线段终点                     |
| 成都市 都江堰市                                                                              |                          | 枢纽                                       | 都江堰西                 | 赵公路                       |                                                 |
| 成都市 都江堰市                                                                              |                          | 隧道                                       | 紫坪铺隧道               | 紫坪铺隧道                   |                                                 |
| 成都市 都江堰市                                                                              | 11.3                     | 出入口                                     | 龙池                     | 龙池复建路                   |                                                 |
| 成都市 都江堰市                                                                              |                          | 隧道                                       | 龙洞子隧道               | 龙洞子隧道                   |                                                 |
| 阿坝州 汶川县                                                                                |                          | 隧道                                       | 龙溪隧道                 | 龙溪隧道                     |                                                 |
| 阿坝州 汶川县                                                                                | 15.9                     | 出入口                                     | 映秀                     | 213国道 317国道 中国熊猫大道 |                                                 |
| 阿坝州 汶川县                                                                                |                          | 隧道                                       | 映秀隧道                 | 映秀隧道                     |                                                 |
| 阿坝州 汶川县                                                                                | 45.5                     | 出入口                                     | 映秀北                   | 213国道 317国道              |                                                 |
| 阿坝州 汶川县                                                                                |                          | 隧道                                       | 银杏隧道                 | 银杏隧道                     |                                                 |
| 阿坝州 汶川县                                                                                | 32.8                     | 出入口                                     | 银杏                     | 213国道 317国道              |                                                 |
| 阿坝州 汶川县                                                                                |                          | 隧道                                       | 福堂隧道                 | 福堂隧道                     |                                                 |
| 阿坝州 汶川县                                                                                |                          | 隧道                                       | 桃关一号隧道             | 桃关一号隧道                 |                                                 |
| 阿坝州 汶川县                                                                                |                          | 隧道                                       | 桃关二号隧道             | 桃关二号隧道                 |                                                 |
| 阿坝州 汶川县                                                                                | 47.6                     | 停车场 · 加油设施 · 修车站 · 餐厅          | 绵虒服务区               | 绵虒服务区                   | 仅昌都方向                                      |
| 阿坝州 汶川县                                                                                | 49.6                     | 出入口                                     | 绵虒                     | 213国道 317国道              |                                                 |
| 阿坝州 汶川县                                                                                |                          | 隧道                                       | 绵虒隧道                 | 绵虒隧道                     |                                                 |
| 阿坝州 汶川县                                                                                |                          | 隧道                                       | 板桥山隧道               | 板桥山隧道                   |                                                 |
| 阿坝州 汶川县                                                                                |                          | 隧道                                       | 单坎梁子隧道             | 单坎梁子隧道                 |                                                 |
| 阿坝州 汶川县                                                                                | 63.6                     | 出入口                                     | 汶川南                   | 213国道 317国道              | 仅成都方向入口                                  |
| 阿坝州 汶川县                                                                                |                          | 隧道                                       | 七盘沟隧道               | 七盘沟隧道                   |                                                 |
| 阿坝州 汶川县                                                                                |                          | 出入口                                     | 汶川                     | 213国道 317国道              | 仅昌都方向出、成都方向入                        |
| 汶马高速（汶川－马尔康）                                                                     |                          |                                            |                          |                              |                                                 |
| 阿坝州 汶川县                                                                                |                          | 隧道                                       | 汶川隧道                 | 汶川隧道                     |                                                 |
| 阿坝州 汶川县                                                                                |                          | 出入口                                     | 克枯                     | 317国道                      | 仅成都方向出、昌都方向入                        |
| 阿坝州 汶川县                                                                                |                          | 隧道                                       | 桑坪隧道                 | 桑坪隧道                     |                                                 |
| 阿坝州 理县                                                                                  |                          | 出入口                                     | 桃坪                     | 317国道                      |                                                 |
| 阿坝州 理县                                                                                  |                          | 隧道                                       | 桃坪隧道                 | 桃坪隧道                     |                                                 |
| 阿坝州 理县                                                                                  |                          | 停车场 · 加油设施 · 修车站 · 餐厅          | 桃坪服务区               | 桃坪服务区                   | 仅成都方向                                      |
| 阿坝州 理县                                                                                  |                          | 隧道                                       | 通化一号隧道             | 通化一号隧道                 |                                                 |
| 阿坝州 理县                                                                                  |                          | 隧道                                       | 通化二号隧道             | 通化二号隧道                 |                                                 |
| 阿坝州 理县                                                                                  |                          | 隧道                                       | 古城隧道                 | 古城隧道                     |                                                 |
| 阿坝州 理县                                                                                  |                          | 隧道                                       | 薛城一号隧道             | 薛城一号隧道                 |                                                 |
| 阿坝州 理县                                                                                  |                          | 隧道                                       | 薛城二号隧道             | 薛城二号隧道                 |                                                 |
| 阿坝州 理县                                                                                  |                          | 出入口                                     | 薛城                     | 317国道                      |                                                 |
| 阿坝州 理县                                                                                  |                          | 隧道                                       | 新店子隧道               | 新店子隧道                   |                                                 |
| 阿坝州 理县                                                                                  |                          | 隧道                                       | 蒲溪沟隧道               | 蒲溪沟隧道                   |                                                 |
| 阿坝州 理县                                                                                  |                          | 隧道                                       | 木堆隧道                 | 木堆隧道                     |                                                 |
| 阿坝州 理县                                                                                  |                          | 隧道                                       | 甘堡隧道                 | 甘堡隧道                     |                                                 |
| 阿坝州 理县                                                                                  |                          | 隧道                                       | 维关隧道                 | 维关隧道                     |                                                 |
| 阿坝州 理县                                                                                  |                          | 出入口                                     | 理县                     | 317国道                      | 仅昌都方向出、成都方向入                        |
| 阿坝州 理县                                                                                  |                          | 隧道                                       | 理县隧道                 | 理县隧道                     |                                                 |
| 阿坝州 理县                                                                                  |                          | 停车场 · 飲料小吃                          | 毕棚沟停车区             | 毕棚沟停车区                 |                                                 |
| 阿坝州 理县                                                                                  |                          | 出入口                                     | 朴头                     | 317国道                      |                                                 |
| 阿坝州 理县                                                                                  |                          | 隧道                                       | 朴头隧道                 | 朴头隧道                     |                                                 |
| 阿坝州 理县                                                                                  |                          | 隧道                                       | 简阳坪一号隧道           | 简阳坪一号隧道               |                                                 |
| 阿坝州 理县                                                                                  |                          | 隧道                                       | 简阳坪二号隧道           | 简阳坪二号隧道               |                                                 |
| 阿坝州 理县                                                                                  |                          | 出入口                                     | 古尔沟东                 | 317国道                      | 仅昌都方向出、成都方向入                        |
| 阿坝州 理县                                                                                  |                          | 隧道                                       | 古尔沟隧道               | 古尔沟隧道                   |                                                 |
| 阿坝州 理县                                                                                  |                          | 出入口                                     | 古尔沟西                 | 317国道                      | 仅成都方向出、昌都方向入                        |
| 阿坝州 理县                                                                                  |                          | 隧道                                       | 大沟村隧道               | 大沟村隧道                   |                                                 |
| 阿坝州 理县                                                                                  |                          | 停车场 · 加油设施 · 修车站 · 餐厅          | 理县服务区               | 理县服务区                   |                                                 |
| 阿坝州 理县                                                                                  |                          | 隧道                                       | 狮子坪隧道               | 狮子坪隧道                   |                                                 |
| 阿坝州 理县                                                                                  |                          | 隧道                                       | 大石包隧道               | 大石包隧道                   |                                                 |
| 阿坝州 理县                                                                                  |                          | 出入口                                     | 米亚罗                   | 317国道                      |                                                 |
| 阿坝州 理县                                                                                  |                          | 隧道                                       | 米亚罗一号隧道           | 米亚罗一号隧道               |                                                 |
| 阿坝州 理县                                                                                  |                          | 隧道                                       | 米亚罗二号隧道           | 米亚罗二号隧道               |                                                 |
| 阿坝州 理县                                                                                  |                          | 隧道                                       | 米亚罗三号隧道           | 米亚罗三号隧道               |                                                 |
| 阿坝州 理县                                                                                  |                          | 出入口 · 停车场 · 加油设施 · 修车站 · 餐厅 | 尽头寨 米亚罗服务区      | 317国道                      |                                                 |
| 县界                                                                                         |                          | 隧道                                       | 鹧鸪山隧道               | 鹧鸪山隧道                   |                                                 |
| 阿坝州 马尔康市                                                                              |                          | 枢纽                                       | 王家寨                   | 德康高速                     |                                                 |
| 阿坝州 马尔康市                                                                              |                          | 隧道                                       | 王家寨一号隧道           | 王家寨一号隧道               |                                                 |
| 阿坝州 马尔康市                                                                              |                          | 隧道                                       | 王家寨二号隧道           | 王家寨二号隧道               |                                                 |
| 阿坝州 马尔康市                                                                              |                          | 出入口                                     | 梭磨                     | 248国道 317国道              |                                                 |
| 阿坝州 马尔康市                                                                              |                          | 停车场 · 加油设施 · 修车站 · 餐厅          | 马尔康服务区             | 马尔康服务区                 |                                                 |
| 阿坝州 马尔康市                                                                              |                          | 隧道                                       | 毛木初隧道               | 毛木初隧道                   |                                                 |
| 阿坝州 马尔康市                                                                              |                          | 隧道                                       | 赶羊沟隧道               | 赶羊沟隧道                   |                                                 |
| 阿坝州 马尔康市                                                                              |                          | 隧道                                       | 朴鸭脚隧道               | 朴鸭脚隧道                   |                                                 |
| 阿坝州 马尔康市                                                                              |                          | 隧道                                       | 卓克基隧道               | 卓克基隧道                   |                                                 |
| 阿坝州 马尔康市                                                                              |                          | 主线出入口 · 主线收费站                    | 马尔康东                 | 248国道 317国道              |                                                 |
| 马尔康－德格                                                                                 |                          |                                            |                          |                              |                                                 |
| 1.000 英里 = 1.609 千米；1.000 千米 = 0.621 英里 并行路段 • 已关闭／取消 • 限制进入 • 未开放 |                          |                                            |                          |                              |                                                 |